# Shoshong
Shoshong é uma vila localizada no Distrito Central em Botswana. Possuía, em 2011, uma população estimada de 9 678 habitantes.